# Перший загін космонавтів СРСР
Перший загін космонавтів СРСР було сформовано у лютому — квітні 1960.
Офіційна назва загону — 1960 Група ВПС № 1.
Рішення про відбір та підготовку космонавтів до першого космічного польоту на космічному кораблі «Восток» було прийнято Постановою ЦК КПРС і Ради Міністрів СРСР № 22-10 від 5 січня 1959 і Постановою Ради Міністрів СРСР № 569-264 від 22 травня 1959 року.
Відбір та підготовка майбутніх космонавтів були доручені Військово-повітряним силам (ВПС) Збройних Сил СРСР. Безпосередньо відбір був доручений групі фахівців Центрального військового науково-дослідного авіаційного госпіталю (ЦВНДАГ). Відбором майбутніх космонавтів займалися: Є. Карпов, В. Яздовський, М. Гуровський, О. Газенко, А. Генін та інші. У космонавти відбирали військових льотчиків-винищувачів віком до 35 років, зростом до 175 см, вагою до 75 кг. (За іншими даними: вік до 30 років, зріст до 170 см, вага до 70 кг).
11 січня 1960 наказом Головнокомандувача ВПС К. А. Вершиніна була організована спеціальна військова частина (В/Ч) № 26266, завданням якої була підготовка космонавтів. Згодом ця частина була перетворена у Центр підготовки космонавтів ВПС. Планувалося відібрати 20 космонавтів. 24 лютого 1960 року начальником Центру підготовки космонавтів (ЦПК) був призначений полковник медичної служби Євген Анатолійович Карпов.
На початок березня 1960 була відібрана група з 20 майбутніх космонавтів. 7 березня 1960 року до першого загону космонавтів було зараховано дванадцять осіб: Іван Анікєєв, Валерій Биковський, Борис Волинов, Юрій Гагарін, Віктор Горбатко, Володимир Комаров, Олексій Леонов, Григорій Нелюбов, Андріян Ніколаєв, Павло Попович, Герман Титов та Георгій Шонін. Пізніше до цього загону космонавтів були зараховані: Євген Хрунов, Дмитро Заїкін, Валентин Філатьєв, Павло Бєляєв та Марс Рафіков. Валентин Бондаренко загинув, а Валентин Варламов та Анатолій Карташов були відраховані із загону до закінчення ними космічної підготовки.
У першому загоні космонавтів були 9 льотчиків ВПС, 6 льотчиків ППО і 5 льотчиків морської авіації (ВМФ).
Улітку 1960 року була виділена група з шести космонавтів: Юрій Гагарін, Герман Титов, Андріян Ніколаєв, Павло Попович, Григорій Нелюбов та Валерій Биковський. Ця група продовжила безпосередню підготовку до першого польоту людини в космос. Всі ці шість космонавтів 17 і 18 січня 1961 успішно здали іспит для першого польоту в космос. 12 квітня 1961 перший космічний політ зробив Юрій Гагарін, його дублером був Герман Титов, резервним космонавтом був Григорій Нелюбов.

## Список першого загону космонавтів (за датою першого польоту)

### Здійснили перший політ у рамках програми «Восток»
1. Юрій Гагарін (1934–1968), льотчик морської авіації, один космічний політ: 12 квітня 1961, Восток-1. Загинув 27 березня 1968 в авіакатастрофі.
2. Герман Титов (1935–2000), льотчик ППО, один космічний політ: 6 серпня 1961, Восток-2. Покинув загін космонавтів 17 червня 1970.
3. Андріян Ніколаєв (1929–2004), льотчик ППО, два космічні польоти: 11 серпня 1962, Восток-3; 1 червня 1970, Союз-9. Покинув загін космонавтів 26 січня 1982.
4. Павло Попович (1930–2009), льотчик ВПС, два космічні польоти: 12 серпня 1962, Восток-4; 3 липня 1974, Союз-14. Покинув загін космонавтів 26 січня 1982.
5. Валерій Биковський (1934), льотчик ВПС, три космічних польоти: 14 червня 1963, Восток-5; 15 вересня 1976, Союз-22; 26 серпня 1978, Союз-31. Покинув загін космонавтів 26 січня 1982.

### Здійснили перший політ у рамках програми «Восход»
1. Володимир Комаров (1927–1967), льотчик-інженер ВПС, два космічні польоти: 12 жовтня 1964, Восток-1; 23 квітня 1967, Союз-1. 24 квітня 1967 загинув під час посадки на кораблі Союз-1.
2. Павло Бєляєв (1925–1970), льотчик морської авіації, один космічний політ: 18 березня 1965, Восток-2. Помер 10 січня 1970.
3. Олексій Леонов (1934), льотчик ВПС, два космічні польоти: 18 березня 1965, Восток-2; 15 липня 1975, Союз-19. Покинув загін космонавтів 26 січня 1982.
4. Костянтин Феоктистов (1926–2009), один космічний політ (в екіпажі з Володимиром Комаровим) : 12 жовтня 1964, Восток-1.
5. Борис Єгоров (1937–1994), один космічний політ (в екіпажі з Володимиром Комаровим) : 12 жовтня 1964 року, Восток-1.

### Здійснили перший політ у рамках програми «Союз»
1. Борис Волинов (1934), льотчик ППО, два космічні польоти: 15 січня 1969, Союз-5; 6 липня 1976, Союз-21. Покинув загін космонавтів 17 березня 1990.
2. Євген Хрунов (1933–2000), льотчик ВПС, один космічний політ: 15 січня 1969, Союз-5. Покинув загін космонавтів 25 грудня 1980.
3. Георгій Шонін (1935–1997), льотчик морської авіації, один космічний політ: 11 жовтня 1969 року, Союз-6. Покинув загін космонавтів 28 квітня 1979.
4. Віктор Горбатко (1934), льотчик ВПС, три космічних польоти: 12 жовтня 1969, Союз-7; 7 лютого 1977, Союз-24; 23 липня 1980, Союз-37. Покинув загін космонавтів 28 серпня 1982.

Перший політ зробив Комаров (загинув).
Перший успішний політ зробив Береговий.

## Не здійснили польотів

### Відраховані за медичними показаннями
1. Валентин Варламов (1934–1980), льотчик ППО, відрахований із загону 6 березня 1961.
2. Анатолій Карташов (1932–2005), льотчик ВПС, відрахований із загону 7 квітня 1961.
3. Дмитро Заїкін (1932), льотчик ВПС, відрахований із загону 25 жовтня 1969.

### Загиблий
1. Валентин Бондаренко (1937–1961), льотчик ВПС, загинув при пожежі у барокамері 23 березня 1961.

### Відраховані за дисциплінарні порушення
1. Марс Рафіков (1933–2000), льотчик ППО, відрахований із загону 24 березня 1962.
2. Іван Анікєєв (1933–1992), льотчик морської авіації, відрахований із загону 17 квітня 1963.
3. Валентин Філатьєв (1930–1990), льотчик ППО, відрахований із загону 17 квітня 1963.
4. Григорій Нелюбов (1934–1966), льотчик морської авіації, відрахований із загону 4 травня 1963.